# Region Północno-Wschodni (Brazylia)
Region Północno-Wschodni (port. Região Nordeste do Brasil) – jeden z pięciu regionów Brazylii, zgodnie z kategoryzacją Brazylijskiego Instytutu Geografii i Statystyki. Do regionu należy dziewięć z 26 stanów Brazylii: Maranhão, Piauí, Ceará, Rio Grande do Norte, Paraíba, Pernambuco, Alagoas, Sergipe i Bahia.
Region Północno-Wschodni, nazywany Nordeste, odgrywał znaczącą rolę w okresie kolonizacji. Oficjalny odkrywca Brazylii, Pedro Álvares Cabral, przybił do wybrzeży stanu Bahia w 1500 roku. Następnie region podzielono na dziedziczne kapitanie, a pierwszą stolicą kolonii był Salvador w stanie Bahia. Do połowy XVIII wieku Nordeste było centrum gospodarczym Brazylii, dzięki plantacjom trzciny cukrowej.
Nordeste rozciąga się od wybrzeża Atlantyku po dorzecze Amazonki, na południu ogranicza je pasmo górskie Espinhaço. Region leży w całości w strefie klimatu tropikalnego, z ekoregionami caatingi, lasu atlantyckiego oraz cerrado. Region obejmuje 18% powierzchni Brazylii, a jego populacja wynosi 57,3 mln mieszkańców, co odpowiada 28% całej ludności kraju.

## Geografia
Powierzchnia Nordeste wynosi 1 554 291,107 km², co odpowiada 18% terytorium Brazylii. Region posiada też najdłuższą linię brzegową spośród wszystkich regionów, a stan z najdłuższą linią brzegową to Bahia, gdzie wynosi ona 932 km. Najkrótsza linia brzegowa należy do stanu Piauí: 60 km. W całym regionie znajduje się 3338 km plaż. Region graniczy z Oceanem Atlantyckim na wschodzie i północy, ze stanami Minas Gerais i Espírito Santo na południu, ze stanami Pará, Tocantins i Goiás na zachodzie.

### Klimat
Na terenie Regionu Północno-Wschodniego średnia temperatura wynosi między 20° a 28 °C. Na obszarach położonych powyżej 200 m i na wschodnim wybrzeżu średnia wynosi od 24° do 26 °C. W regionie znajduje się kilka obszarów, na których średnia temperatura wynosi zaledwie 20 °C, które znajdują się w Chapada Diamantina i płaskowyżu Borborema. Roczny wskaźnik opadów wynosi od 300 do 2000 mm. Średnia opadów w gminie Cabaceiras w Paraíba wynosi mniej niż 300 mm opadów rocznie.
W regionie Północno-Wschodnim występują cztery typy klimatu:
- Równikowy wilgotny: na niewielkiej części Maranhão, na granicy z Piauí;
- Wilgotny przybrzeżny: od wybrzeża Bahia do Rio Grande do Norte;
- Zwrotnikowy: występuje w stanach Bahia, Maranhão Ceará i Piauí;
- Stepowy: wschodnia część sertão;

### Roślinność

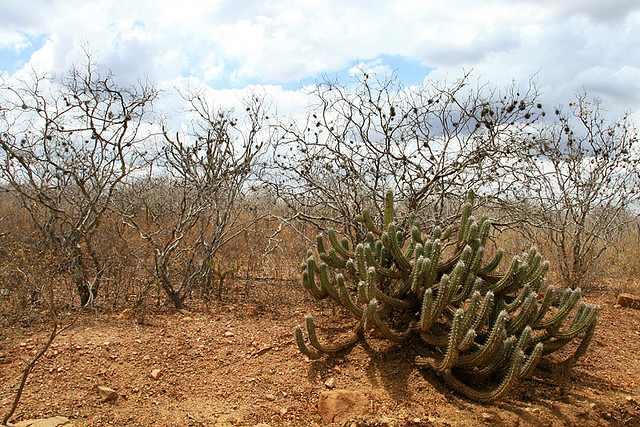
Caatinga

Roślinność Nordeste jest zróżnicowana i obejmuje obszar lasu atlantyckiego na wybrzeżu, a także takie ekosystemy jak lasy namorzynowe, caatinga, cerrado, restinga. Niektóre gatunki fauny i flory regionu są endemiczne i występują tylko na tym obszarze. Część gatunków jest zagrożonych wyginięciem.
Typy roślinności Północnego-Wschodu Brazylii:
- Mata Atlântica (las atlantycki) - wilgotny i tropikalny las porastający wybrzeże, dawniej rozciągał się od stanu Ceará do stanu Rio Grande do Norte, jednak w konsekwencji wylesiania, spowodowanego wycinką lasów pod uprawę trzciny cukrowej, do dziś zachowało się 7% oryginalnego lasu[3]. Na terenie lasu atlantyckiego rozpoczął się proces pozyskiwania drzewa brazyliowego (pau-brasil). Obecnie las atlantycki zamieszkuje 2.200 gatunków zwierząt - 5% wszystkich kręgowców występujących na Ziemi[4]. 92% zamieszkujących tu płazów nie występuje nigdzie indziej poza lasem atlantyckim[3]. Mata Atlântica porasta ok. 20 tys. gatunków roślin - 8% wszystkich występujących na Ziemi. Występują tu m.in. liczne gatunki paproci, mchów i epifitów, w tym liany, storczyki i bromeliowate[4].
- Mata dos Cocais - formacja roślinna stanowiąca formę przejściową pomiędzy lasami deszczowymi Amazonii, cerrado i caatingą. Powstała po wylesieniu okolicznych lasów deszczowych i lasu atlantyckiego i składa się głównie z palm babaçu, carnaúba, oiticica i buriti[5]. Występuje na częściowym obszarze stanów Maranhão, Piauí, Ceará, Rio Grande do Norte i Tocantins, a także w Północnym Regionie Brazylii. Stanowi 3% powierzchni kraju.
- Cerrado – zajmuje 25% całego kraju, ale w regionie Nordeste występuje tylko w części stanów Maranhão, Piauí, Bahia, Ceará, Pernambuco i Sergipe[6]. Region cerrado pokrywają trawiaste, zakrzewione sawanny z małą liczbą drzew oraz lasy. W przeszłości ekosystem zajmował 2 mln km², jednak dzisiaj jest to jedynie według różnych źródeł od 190 tys. do 800 tys. km², co jest spowodowane działalnością człowieka[7][8].
- Caatinga - charakteryzuje się występowaniem rzadkich, kolczastych lasów lub zarośli drzew (m.in. z rodziny mimozowatych) i krzewów zrzucających liście na okres suszy. Występuje we wszystkich stanach Nordeste z wyjątkiem Maranhão oraz na północy stanu Minas Gerais, należącego do Regionu Południowo-Wschodniego. Zajmuje 10% powierzchni Brazylii[9].
- Strefa roślinności przybrzeżnej i lasy łęgowe - w skład tej strefy wchodzą lasy namorzynowe, restingi i wydmy. Namorzyny są bogatym ekosystemem, ważnym z punktu widzenia ochrony rzek i jezior. Występują w regionie cerrado oraz w strefie lasu atlantyckiego.

### Hydrografia
Na terenie Nordeste znajdują się następujące dorzecza:
- Dorzecze São Francisco - najważniejsze w regionie, złożone z rzeki São Francisco i jej dopływów. Wyznacza granice stanu Bahia z Pernambuco oraz Sergipe i Alagoas, gdzie jest umiejscowione jej ujście. Znajdują się tu hydroelektrownie: Três Marias, Sobradinho, Paulo Afonso i Xingó.
- Dorzecze Parnaíby - drugie pod względem wielkości, zajmuje obszar 344.112 km² (3,9% powierzchni kraju) i leży na całym terytorium stanu Piauí, a także na części stanów Maranhão i Ceará. Delta rzeki Parnaíba znajduje się na otwartym morzu, jako jedynej rzeki w Amerykach i jednej z trzech największych na świecie (razem z Nilem i Mekongiem), formując lasy namorzynowe[10].
- Wschodnie Atlantyckie Dorzecze Regionu Północno-Wschodniego - obejmuje powierzchnię 287 tys. km² (3% powierzchni Brazylii)[11] i jest położone na obszarach stanów Ceará, Paraíba, Rio Grande do Norte, Pernambuco i Alagoas. Tworzą je rzeki Jaguaribe, Piranhas-Açú, Capibaribe, Acaraú, Curimataú, Mundaú, Paraíba, Itapecuru, Mearim i Una.
- Zachodnie Atlantyckie Dorzecze Regionu Północno-Wschodniego - jest położone pomiędzy Regionem Północno-Wschodnim a Regionem Północnym, 91% jego powierzchni znajduje się na terenie stanu Maranhão, a 9% w stanie Pará. Zajmuje obszar 254.100 km², co odpowiada 3% terytorium Brazylii[12].
- Wschodnie Dorzecze Atlantyckie - obejmuje obszar 374.677 km², (4% terytorium Brazylii), leży na obszarze 2 stanów Nordeste (Bahia i Sergipe) oraz 2 należących do Regionu Południowo-Wschodniego (Minas Gerais i Espírito Santo)[13].

### Podregiony
Źródło
- Meio-Norte: jest położony pomiędzy Amazonią a sertão, między stanami Maranhão i zachodnią częścią Piauí
- Sertão: położony prawie w całości w interiorze, jedynie część stanów Ceará i Rio Grande do Norte leży na wybrzeży atlantyckim; roślinność jaka tu występuje to głównie caatinga
- Agreste: najmniejszy podregion Nordeste, jest położony pomiędzy sertão i zona da mata, między stanami Rio Grande do Norte a południem Bahia
- Zona da Mata: podregion najbardziej rozwinięty gospodarczo i zurbanizowany, położony we wschodniej części Nordeste, na wybrzeżu między stanami Rio Grande do Norte a południem Bahia.

## Historia

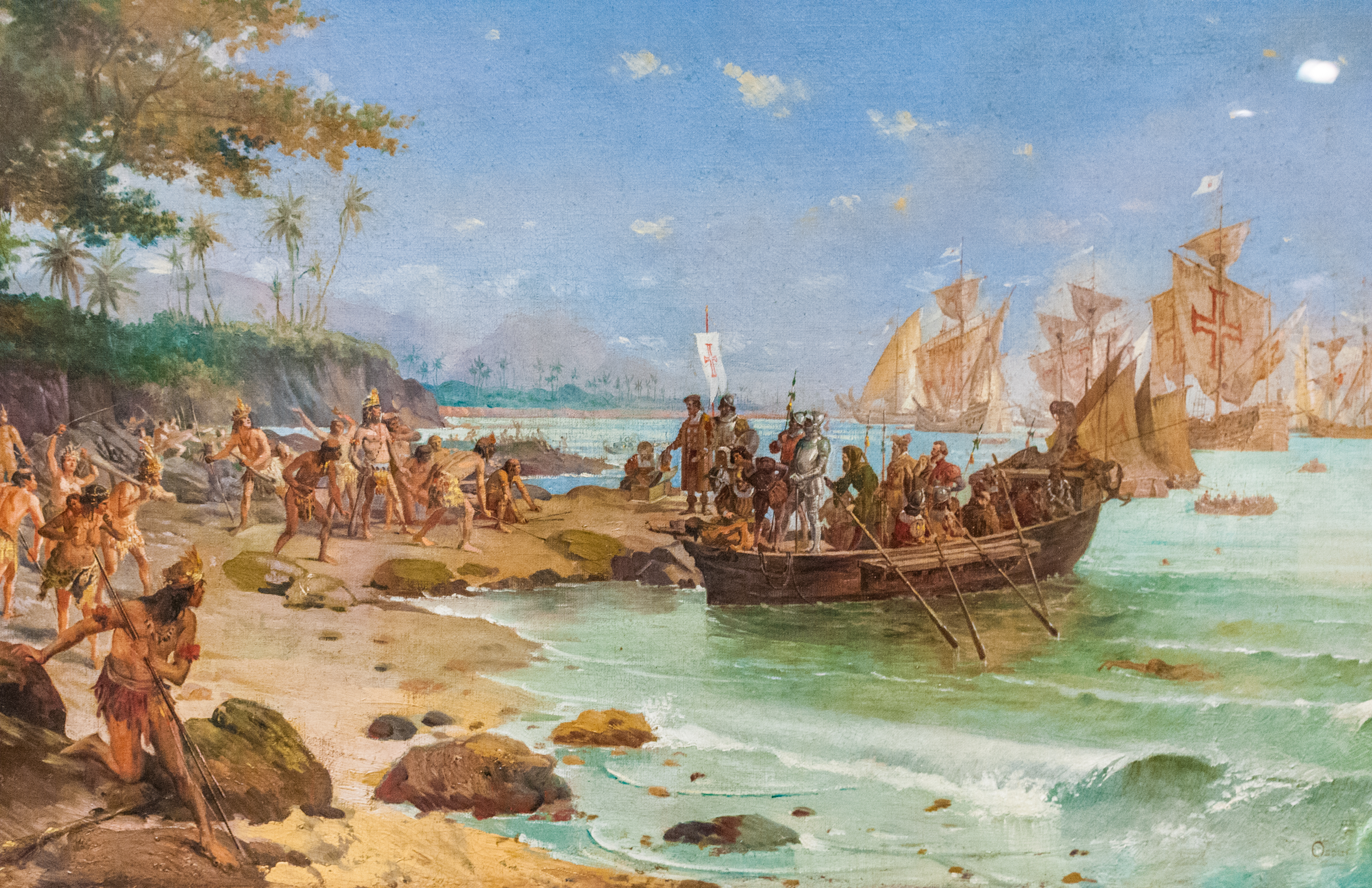
Odkrycie Brazylii w 1500 roku przez Portugalczyków

22 kwietnia 1500 roku portugalski żeglarz Pedro Álvares Cabral przybił do brzegów dzisiejszego stanu Bahia, w okolicach miasta Porto Seguro, obejmując nowo odkrytą ziemię w posiadanie Portugalii. Tereny Regionu Północno-Wschodniego zamieszkiwały wówczas plemiona Indian Tabajaras, Caetés, Tupiniquins, Potiguaras i Tupinambás, trudniące się łowiectwem, zbieractwem i połowem ryb. Indianie jako pierwsi byli wykorzystywani w charakterze niewolników, a następnie zastąpili ich Afrykanie.
W 1534 roku Brazylię podzielono na 14 dziedzicznych kapitanii, z czego 10 znajdowało się w Nordeste, a Pernambuco było jedną z dwóch najlepiej prosperujących kapitanii (drugą było São Vicente na południu kraju).
Pierwszym towarem eksportowym kolonii było drzewo brazyliowe, a następnie zaczęto uprawiać trzcinę cukrową. Produkcja cukru była najbardziej intensywna od XVI do XVIII wieku, a głównymi regionami uprawy trzciny były stany Pernambuco i Bahia. W drugiej połowie XVI wieku do Brazylii zaczęto sprowadzać niewolników z Afryki, z przeznaczeniem do pracy na plantacjach trzciny cukrowej. Nie ma dokładnych szacunków liczby sprowadzonych w ten sposób Afrykanów, wiele źródeł podaje szacunkową liczbę 4-5 milionów. Niewolnictwo zniesiono ostatecznie w 1888 roku.

### Inwazje francuskie i holenderskie
W 1612 roku Francuzi podbili część stanu Maranhão i założyli własną kolonię o nazwie Francja Równikowa (França Equinocial). Jej stolicą było miasto São Luís. W 1615 roku Portugalczycy odbili ten region z rąk Francuzów.
W 1624 roku Holendrzy po raz pierwszy zaatakowali portugalską kolonię i przez rok okupowali Salvador (miasto od 1549 roku było stolicą Brazylii), do momentu przegranej potyczki o miasto z Portugalczykami. W 1630 roku stan Pernambuco został podbity przez Holenderską Kompanię Zachodnioindyjską, a celem inwazji było przejęcie produkcji cukru. Okupacja holenderska trwała 24 lata i zakończyła się w 1654 roku, gdy Portugalczycy wspierani przez Hiszpanów i Anglików pokonali Holendrów i odbili zajmowane przez nich ziemie. Stolicą holenderskiej kolonii było miasto Mauritsstadt (Recife), a jej zarządcą Mauritz Johan von Nassau-Siegen, książę Nassau.

## Demografia
Według danych Brazylijskiego Instytutu Geografii i Statystyki, Region Północno-Wschodni liczy 57 254 159 mieszkańców.
Lista stanów według populacji:
| Nazwa stanu         | Liczba mieszkańców |
| ------------------- | ------------------ |
| Maranhão            | 7 000 229          |
| Piauí               | 3 219 257          |
| Ceará               | 9 020 460          |
| Rio Grande do Norte | 3 507 003          |
| Paraíba             | 4 025 558          |
| Pernambuco          | 9 473 266          |
| Alagoas             | 3 375 823          |
| Sergipe             | 2 288 116          |
| Bahia               | 15 344 447         |

Największe obszary miejskie, wg spisu powszechnego z 2010 roku:
| Pozycja | Obszar metropolitalny     | Nazwa stanu         | Liczba mieszkańców |
| ------- | ------------------------- | ------------------- | ------------------ |
| 1       | Recife                    | Pernambuco          | 3 969 661          |
| 2       | Salvador                  | Bahia               | 3 919 864          |
| 3       | Fortaleza                 | Ceará               | 3 818 380          |
| 4       | Natal                     | Rio Grande do Norte | 1 577 072          |
| 5       | São Luís                  | Maranhão            | 1 526 216          |
| 6       | Maceió                    | Alagoas             | 1 306 251          |
| 7       | João Pessoa               | Paraíba             | 1 238 914          |
| 8       | Grande Teresina           | Piauí/ Maranhão     | 1 189 260          |
| 9       | Aracaju                   | Sergipe             | 912 647            |
| 10      | Polo Petrolina e Juazeiro | Pernambuco/Bahia    | 752 433            |

## Gospodarka
W okresie kolonialnym, do połowy XVIII wieku Region Północno-Wschodni był najbardziej rozwiniętą częścią kraju. Gospodarka opierała się na pozyskiwaniu drewna pau-brasil oraz na uprawie trzciny cukrowej. Obecnie Nordeste jest na trzecim miejscu w Brazylii pod względem PKB, za Regionem Południowo-Wschodnim i Południowym. PKB na mieszkańca jest tu najniższy w kraju.

### Główne sektory gospodarki

#### Rolnictwo

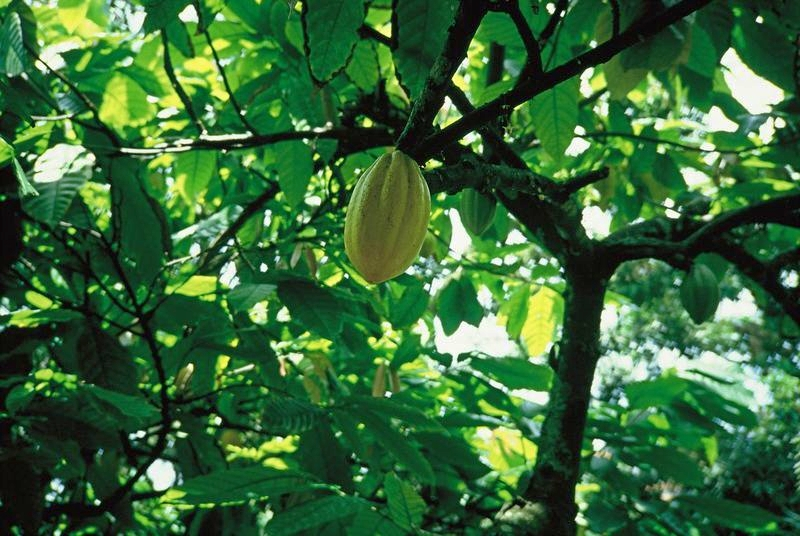
Uprawy kakao na południu stanu Bahia

Trzcina cukrowa pozostaje jedną z głównych upraw, z przeznaczeniem na cukier oraz na etanol. Obszar objęty uprawami tej rośliny to przede wszystkim Zona da Mata - pas wybrzeża od Rio Grande do Norte po południe stanu Bahia, a zwłaszcza stany Alagoas, Pernambuco i Paraíba. Inne uprawy to m.in. kukurydza, fasola, kawa, maniok, orzechy kokosowe, caju, banany, sizal i agawa. Rejon Meio Norte, w strefie przejściowej pomiędzy sertão i wilgotniejszym klimatem Amazonii, zwłaszcza w stanach Maranhão i Piauí, uprawia się ryż. W strefie cerrado, w Bahia, na południu Maranhão i na południowym zachodzie Piauí występują uprawy soi. Bahia jest także drugim w kraju producentem pomarańczy i bawełny. Bawełnę uprawia się również w stanach Ceará, Piauí, Rio Grande do Norte i Paraíba.
W dolinie rzeki Açu w stanie Rio Grande do Norte uprawia się melony i arbuzy, a w dolinie rzeki São Francisco, szczególnie w miastach Petrolina (Pernambuco) i Juazeiro (Bahia) występują uprawy winogron, mango, melonów, ananasów, papai. Są następnie sprzedawane w kraju i za granicą. Transport ułatwia pobliskie lotnisko w Petrolinie.

#### Przemysł wydobywczy

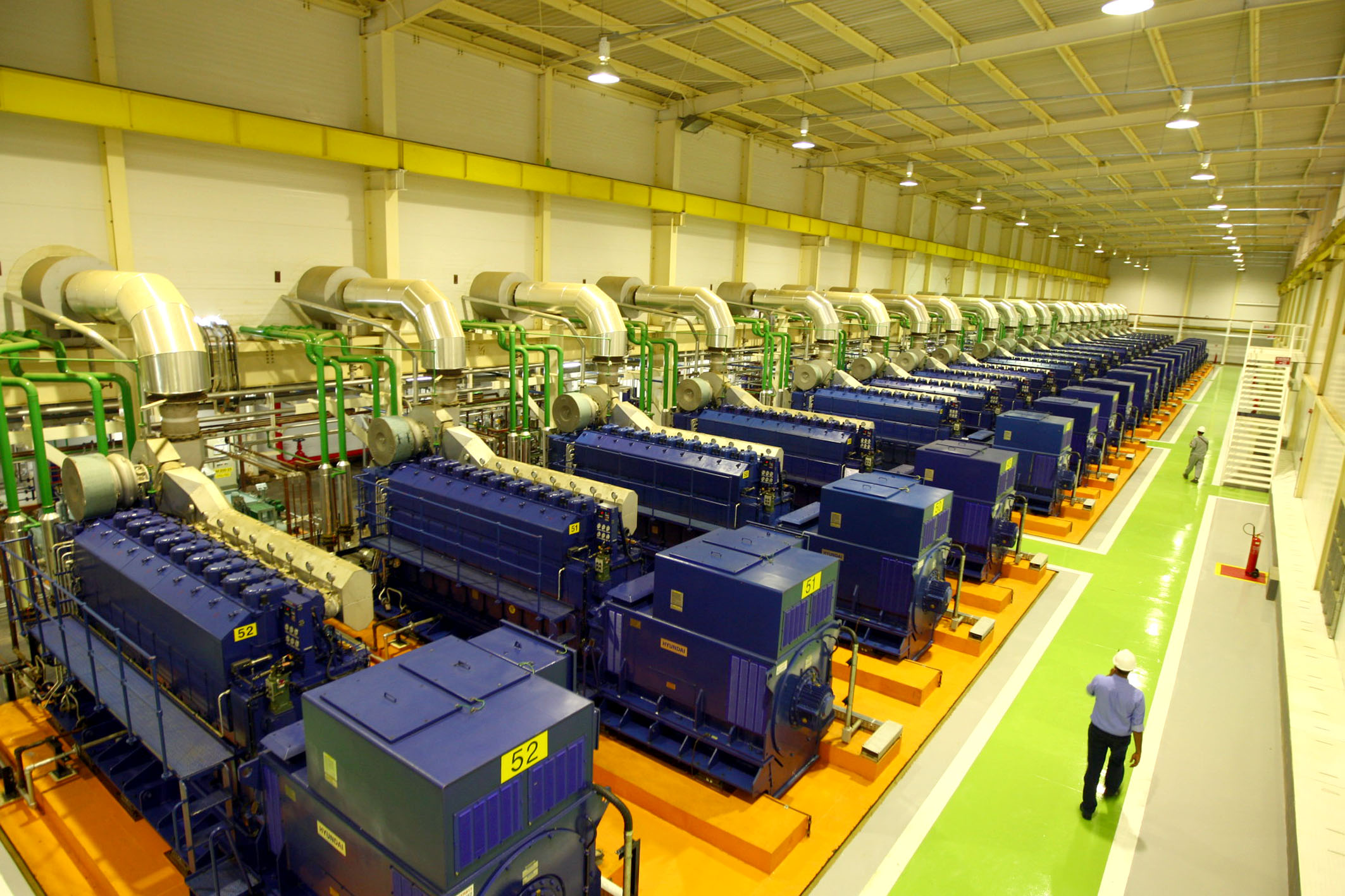
Kompleks Petrochemiczny Camaçari

U wybrzeży Nordeste wydobywana jest ropa naftowa i gaz ziemny. W stanie Bahia znajdują się dwie rafinerie ropy naftowej - Landulfo Alves w São Francisco do Conde i Kompleks Petrochemiczny Camaçari. Częściowo działa też jeszcze nieukończona rafineria Abreu e Lima w Pernambuco. Stany Rio Grande do Norte, Bahia i Sergipe znajdują się w pierwszej piątce brazylijskich stanów z największym wydobyciem ropy, jednak ich udział jest znacznie mniejszy niż Rio de Janeiro, gdzie wydobywa się 74% brazylijskiej ropy. W trzech wyżej wymienionych stanach Nordeste wydobycie wynosi łącznie poniżej 10%. Stan Rio Grande do Norte wytwarza 95% soli morskiej spożywanej w Brazylii. Podobny procent gipsu pozyskiwany jest w stanie Pernambuco. W kopalni Itataia w Santa Quitéria w stanie Ceará znajdują się największe na świecie pokłady uranu.

#### Inne gałęzie przemysłu
W regionie znajduje się kilka skoncentrowanych gospodarczo obszarów. Jednym z nich jest Kompleks Przemysłowy Port w Suape, zlokalizowany w mieście Ipojuca w Pernambuco, 40 km na południe od stolicy stanu, Recife. Swoje siedziby ma tu ponad 100 firm, takich jak rafineria Abreu e Lima, stocznia Atlântico Sul, firmy z branży naftowej, spożywczej, logistycznej i budowlanej.
W Pernambuco, w mieście Goiana, położonym w północnej części stanu, w 2015 powstała strefa motoryzacyjna Polo Automotivo Jeep, produkująca samochody na rynek południowoamerykański. Swoją fabrykę ma tu koncern Fiat Chrysler Automobiles. W obszarze metropolitalnym Recife skupia się m.in. przemysł maszynowy, papierniczy, spożywczy, tekstylny.
Kompleks petrochemiczny Camaçari w stanie Bahia skupia ponad 90 firm z branży chemicznej, petrochemicznej i motoryzacyjnej. Montownię samochodów ma tu m.in. Ford.

#### Turystyka
Turystyka stanowi ważną gałąź gospodarki Nordeste, odpowiadającą za prawie 10% PKB całego kraju. Jest to najwyższa wartość ze wszystkich regionów Brazylii. Według danych brazylijskiego Ministerstwa Turystyki z 2013, najwięcej turystów podróżuje do stanów Ceará (710 mln), Pernambuco (395 mln) i Bahia (346 mln). Region ten preferuje prawie 50% turystów krajowych.

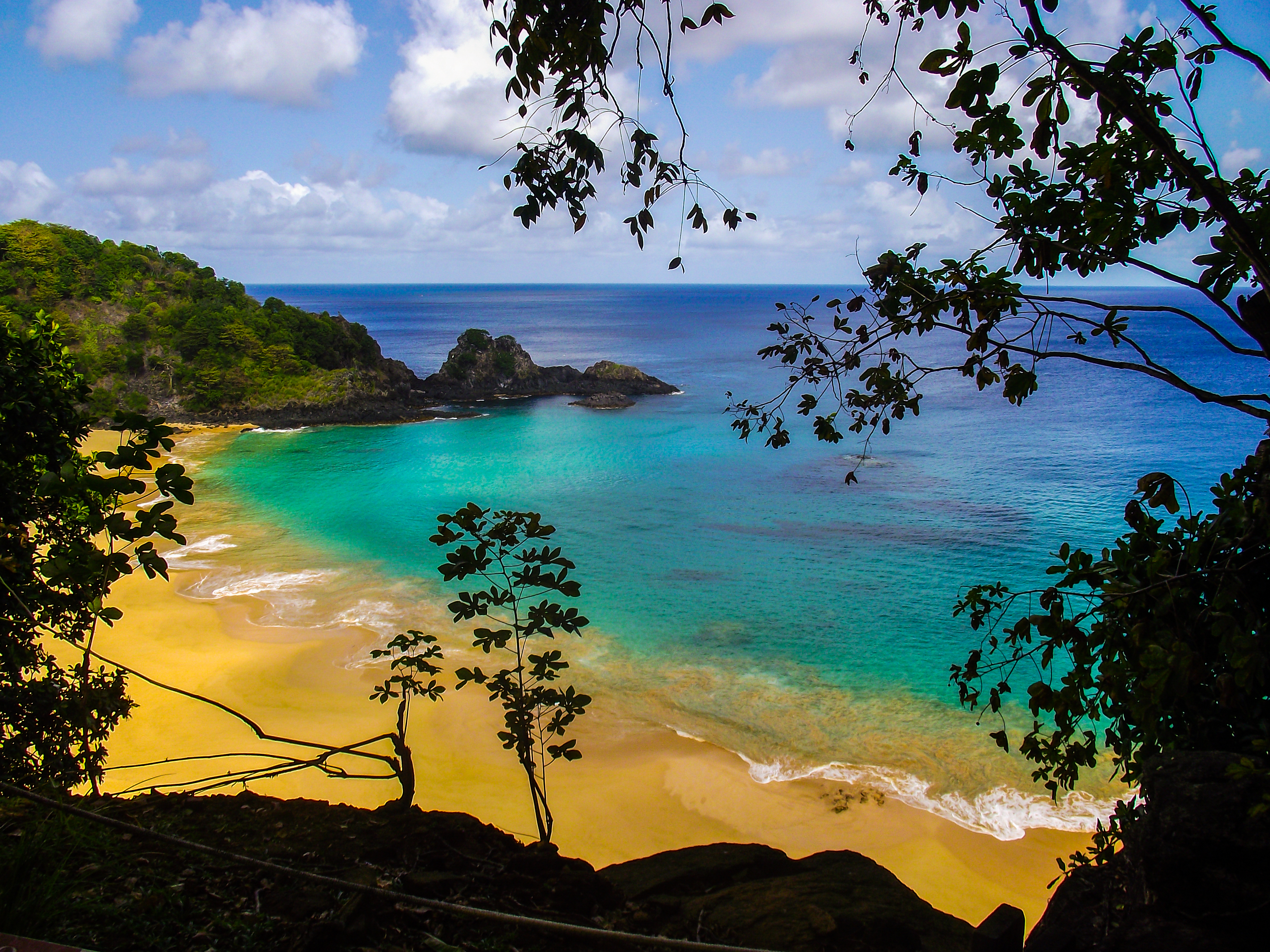
Archipelag Fernando de Noronha

Posiadając najdłuższą ze wszystkich regionów linię brzegową, Nordeste przyciąga amatorów plażowania i sportów wodnych. Salvador i Recife są jednymi z największych w Brazylii centrów karnawałowych. W stolicy stanu Pernambuco podczas karnawału występuje blok Galo da Madrugada, w którym uczestniczy nawet 2,5 mln osób. W 1994 ten blok został wpisany do Księgi Rekordów Guinnessa w kategorii największy blok karnawałowy i wówczas wzięło w nim udział 1,5 mln ludzi. W zabawie karnawałowej w Salvadorze bierze udział ponad 700 tys. osób, z czego ponad pół miliona to krajowi i zagraniczni turyści. Podczas karnawału w 2016 turyści wydali ok. 840 mln reali, a obłożenie hoteli w mieście sięgało 100%.
Północny Wschód jest też odwiedzany przez osoby nastawione na ekoturystykę oraz miejsca historyczne.